# Northern Air Cargo
Northern Air Cargo, LLC (NAC) è una compagnia aerea cargo con sede ad Anchorage, Alaska, USA. La società ha in dotazione Boeing 737F utilizzati all'interno dello stato dell'Alaska e Boeing 767 destinati araggiungere i Caraibi e il Sud America. Altre attività includono la manutenzione di velivoli, tramite la controllata Northern Air Maintenance Services, e voli charter.
Pur avendo la base principale presso l'aeroporto Ted Stevens Anchorage, NAC è presente con un'altra anche nell'aeroporto Internazionale di Miami.

## Storia
Northern Air Cargo, LLC fu fondata nel 1956 da Robert "Bobby" Sholton e Maurice Carlson per effettuare trasporto merci a richiesta. La società si dotò, negli anni, di aerei sempre più capienti: dal Douglas DC 3F, al Fairchild C-82 (versione civile del C-119 militare), al Douglas DC 6F. Nel maggio 1970 assunse l'attuale ragione sociale.
Nel 2018, NAC ha ritirato il suo ultimo Boeing 737-200, sostituito con nuovi e più efficienti Boeing 737-300 e 400.

## Flotta

### Flotta attuale
Ad ottobre 2024 la flotta di Northern Air Cargo era così composta:

### Flotta storica

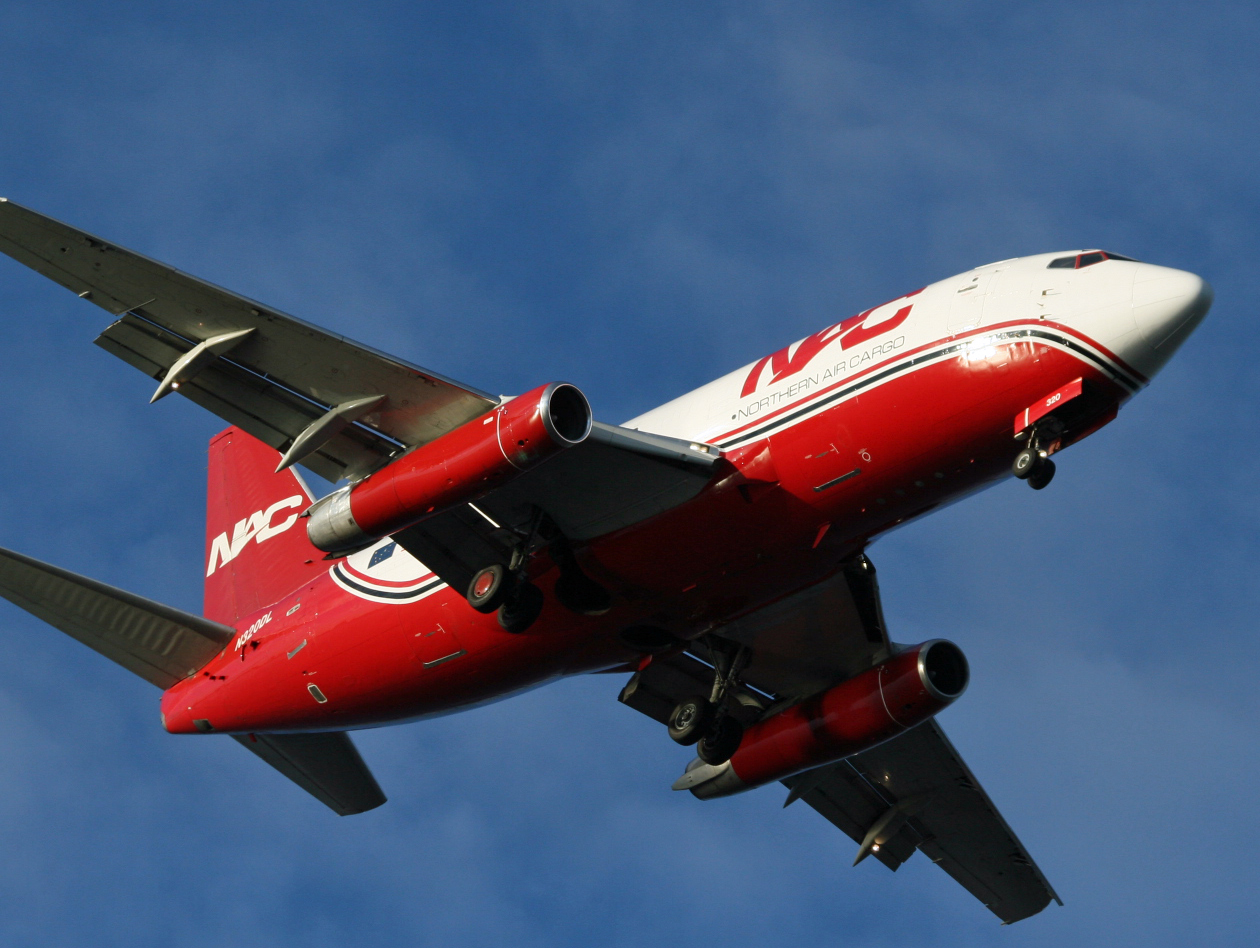
Un Boeing 737-200 nel 2010.

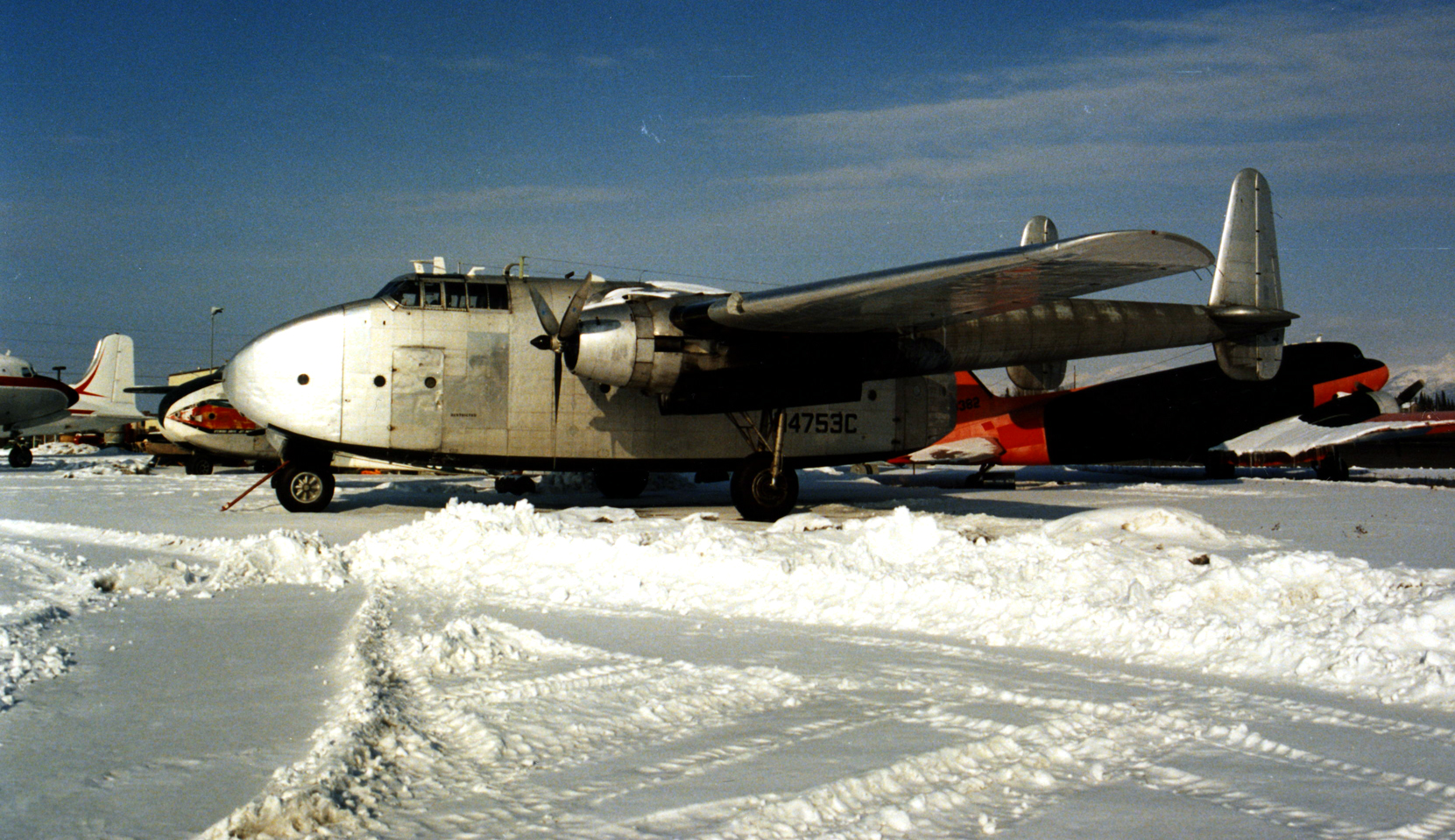
Un Fairchild C-82A "Packet" nel 1985.

Northern Air Cargo ha operato in precedenza con i seguenti aerei:

## Incidenti
- Il 20 luglio 1966, il volo Northern Air Cargo 33, un Douglas DC-6A, precipitò dopo un incendio nella stiva delle merci. I piloti tentarono di effettuare un atterraggio di emergenza ma il fumo aveva ormai invaso la cabina di pilotaggio. Le vittime furono 4.[9]